# Desterro do Melo
Desterro do Melo là một đô thị thuộc bang Minas Gerais, Brasil. Đô thị này có diện tích 142,455 km², dân số năm 2007 là 3198 người, mật độ 20,9 người/km².